# کازویا کورودا
کازویا کورودا (انگلیسی: Kazuya Kuroda؛ زادهٔ) تصویرگر، و پویانما اهل ژاپن است.